# Dirección General de Educación de la Armada
La Dirección General de Educación de la Armada (DGED) es una dirección general de la Armada Argentina con asiento en Vicente López y con dependencia del Estado Mayor General de la Armada.
La dirección general fue creada en 2011 tras una modificación a la estructura orgánico-funcional de conducción superior de las Fuerzas Armadas de la Nación.

## Historia
Fue creada el 10 de febrero de 1960 como Dirección de Instrucción Naval en la órbita de la Dirección General de Personal Naval. Con posterioridad pasó a denominarse Dirección de Educación Naval (DIED) y desde la modificación de la estructura orgánico-funcional el 1 de enero de 2011 esa Dirección General de Educación Naval (DIED) es denominada Dirección General de Educación de la Armada (DGED).
Durante el terrorismo de Estado en Argentina, existieron dos centros clandestino de detención en sus dependencias, uno en la Escuela de Mecánica de la Armada y otro en la Escuela Suboficiales de Infantería de Marina.
En 2007 fue construido el Polo Educativo Naval de la Armada Argentina con asiento en Vicente López permitiendo reubicar los organismos e institutos militares con asiento en la ex ESMA en Núñez (CABA).

## Organización
La formación militar se halla bajo dependencia de la Universidad de la Defensa Nacional (UNDEF), que tiene una facultad que depende funcional mente de la Dirección General de Educación de la Armada.
- Dirección General de Educación de la Armada (DGED). Asiento: Centro de Educación Naval (Vicente López, BA).
- Facultad de la Armada (FDAR). Asiento: Centro de Educación Naval (Vicente López, BA).
  - Escuela Naval Militar (ESNM). Asiento: Ensenada (BA).
  - Escuela de Suboficiales de la Armada (ESSA). Asiento: Puerto Belgrano (BA).
  - Escuela de Oficiales de la Armada (ESOA). Asiento: Puerto Belgrano (BA).
  - Escuela de Guerra Naval (ESGN). Asiento: Centro Educativo de las Fuerzas Armadas (Palermo, CABA).
  - Escuela de Ciencias del Mar (ESCM). Asiento: Centro de Educación Naval (Vicente López, BA).
- Fragata ARA Libertad (Q-2) (FRALI). Asiento: Apostadero Naval Buenos Aires (CABA).
- Escuela Nacional de Náutica "Manuel Belgrano" (ESNN). Asiento: Retiro (CABA).
- Escuela Nacional Fluvial "Comodoro Antonio Somellera" (ESNF). Asiento: Puerto Madero (CABA).
- Escuela Nacional de Pesca "Comandante Luis Piedrabuena" (ESNP). Asiento: Mar del Plata (BA).
- Liceo Naval Militar Almirante Brown (LNAB). Asiento: Centro de Educación Naval (Vicente López, BA).
- Liceo Naval Militar Almirante Storni (LNAS). Asiento: Posadas (MI).
- Departamento de Estudios Históricos Navales (DEHN). Asiento: La Boca (CABA).